# Michael Strempel
Michael Strempel (Drasdo, 9 marzo 1944 – 1º marzo 2018) è stato un calciatore tedesco orientale, di ruolo difensore.